# The Seven Ages
The Seven Ages è un cortometraggio muto del 1905 diretto da Edwin S. Porter.

## Trama
Lo scorrere del tempo illustrato in sette diversi momenti della vita di un uomo e di una donna.

## Produzione
Il film fu prodotto dalla Edison Manufacturing Company.

## Distribuzione
Distribuito dalla Edison Manufacturing Company, il film - un cortometraggio di cinque minuti - uscì nelle sale cinematografiche statunitensi il 27 febbraio 1905.